# 逗子駅

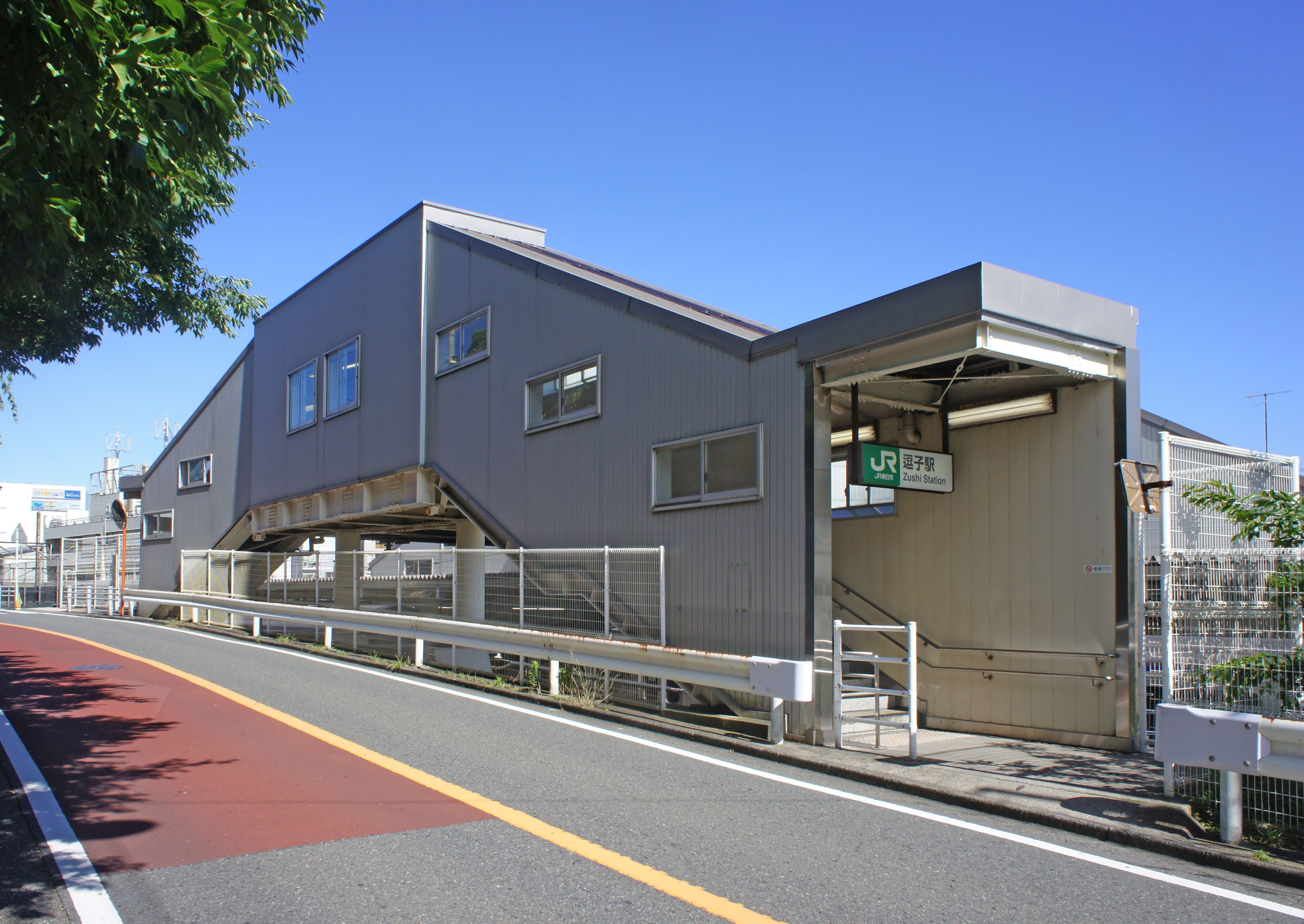
西口（2022年6月）

逗子駅（ずしえき）は、神奈川県逗子市逗子一丁目にある、東日本旅客鉄道（JR東日本）・日本貨物鉄道（JR貨物）横須賀線の駅。

## 概要
横須賀線は当駅折返し及び始発・終点の電車が多く存在する。特に日中では、成田空港駅発着便などの電車（毎時1 - 2本）を除いて全て当駅発着のため、東京方面と久里浜方面の双方へは当駅での乗換が必要となる。また新宿駅経由で宇都宮線に直通する湘南新宿ラインの列車も、当駅が起点・終点となっており、ここから南側の久里浜方面は横須賀線の電車のみの運転となる。過去には1998年から2008年まで、土曜・休日のみ当駅発着の横浜線直通電車（根岸線経由）の設定があった。
JR貨物の駅は車扱貨物の臨時取扱駅で、定期貨物列車の発着はないが、後述の通り臨時の甲種輸送列車が発着する。

### 乗入路線
東京駅経由の総武線直通列車の他、新宿駅経由で宇都宮線に直通する湘南新宿ラインも停車する。
また当駅には、各路線ごとに駅番号が与えられている。
- 横須賀線 - 駅番号「JO 06」
- 湘南新宿ライン - 駅番号「JS 06」

## 歴史
- 1889年（明治22年）6月16日：官設鉄道大船 - 横須賀間の開通時に開業[1]。
- 1909年（明治42年）10月12日：横須賀線所属駅となる。
- 1926年（昭和元年）12月27日：大正天皇が葉山御用邸で崩御されたことに伴い、「御霊柩列車」が当駅 - 原宿間で運行される[4]。
- 1968年（昭和43年）12月：配線改良工事が竣工。これにより下り本線が2番線から3番線となった[5]。
- 1969年（昭和44年）3月：現駅舎（3代目）に改築。
- 1984年（昭和59年）2月1日：貨物取扱廃止[1]。
- 1985年（昭和60年）3月14日：荷物扱い廃止[1]。
- 1987年（昭和62年）
  - 3月31日：鉄道車両に限り貨物取扱を再開[1]。
  - 4月1日：国鉄分割民営化により、JR東日本とJR貨物の駅となる[1]。
- 1993年（平成5年）11月19日：東口に自動改札機を設置[6]。
- 1994年（平成6年）2月22日：西口に自動改札機を設置[6]。
- 2001年（平成13年）
  - 11月18日：ICカード「Suica」の利用が可能となる。
  - 12月1日：湘南新宿ラインが運転開始。
- 2007年（平成19年）8月4日：新橋上通路が全面開通。同時に西口改札を移転。
- 2014年（平成26年）3月15日：横浜駅・大船駅発着の「成田エクスプレス」の一部列車が、横須賀駅まで臨時列車として繁忙期の土曜・日曜・祝日のみ延長運転を開始。当駅が停車駅となる。
- 2015年（平成27年）3月14日：ダイヤ改正により「おはようライナー逗子」・「ホームライナー逗子」が廃止され、代替として平日朝に1本上り電車が増発される。
- 2017年（平成29年）1月：成田エクスプレスの延長運行が休止。
- 2021年（令和3年）
  - 12月20日：みどりの窓口の営業を終了[7][8]。
  - 12月21日：話せる指定席券売機を導入[7][8]。

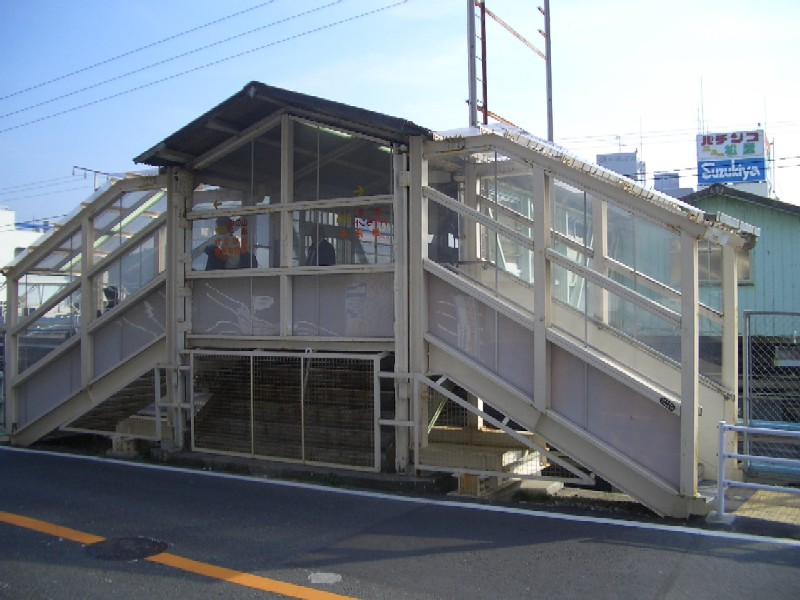
旧西口の外階段 ホーム同士をつなぐ跨線橋がそのまま駅の西側の道路（神奈川県道205号金沢逗子線）に達し、西口となっている（移転前のもの。2004年11月）。
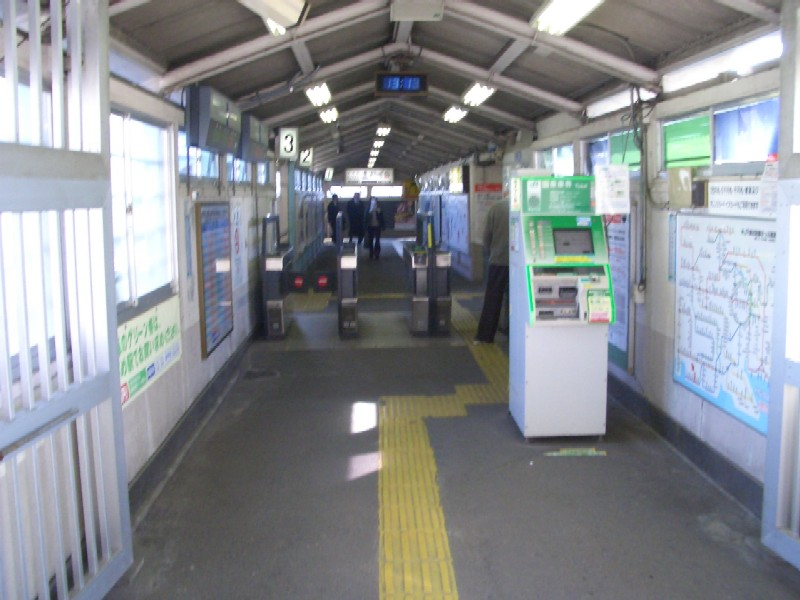
旧西口改札 朝夕の混雑時間帯を中心に駅員が配置されている（移転前のもの。2004年11月）。
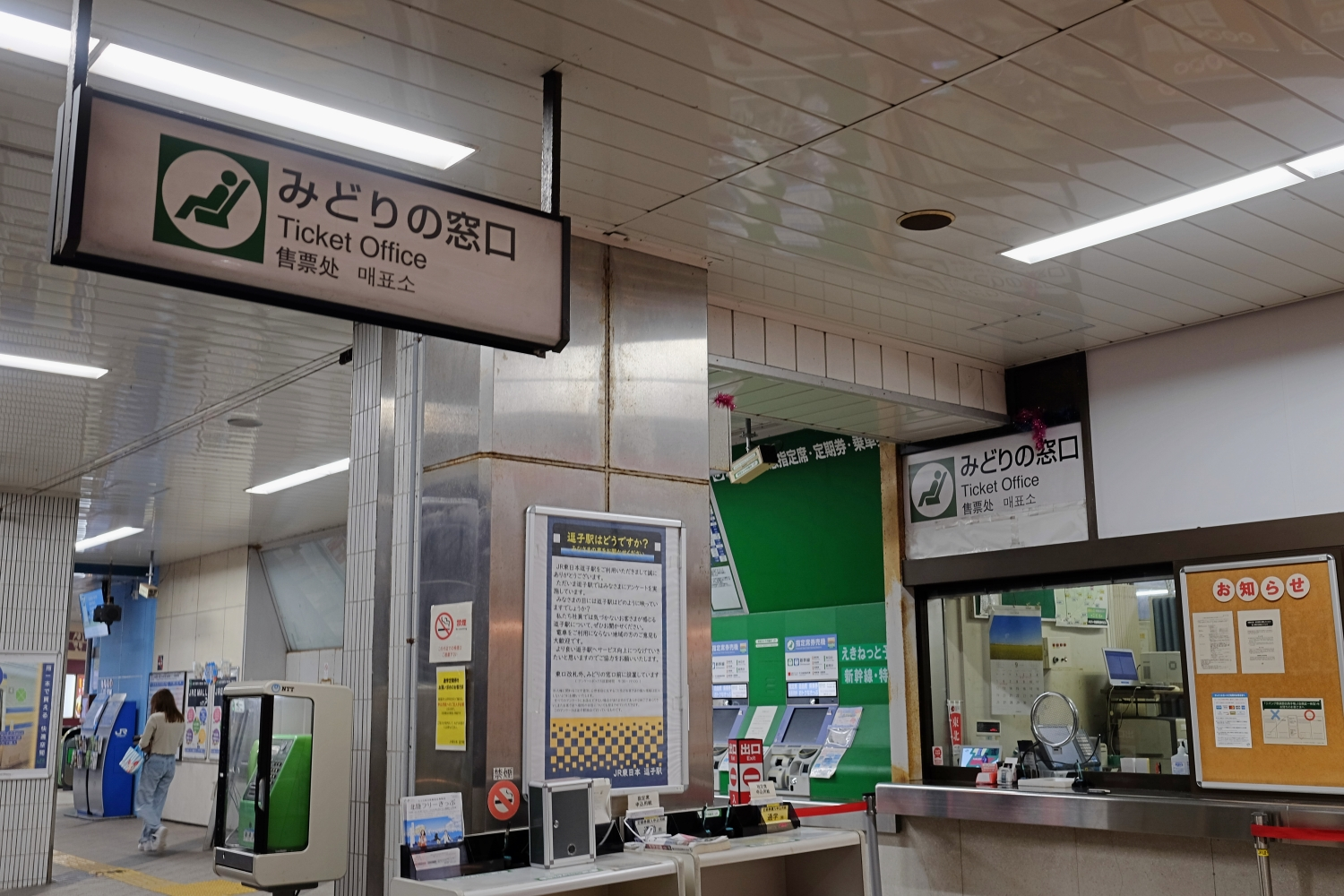
営業末期のみどりの窓口（2021年9月）

## 駅構造
単式ホーム1面1線と島式ホーム1面2線、合計2面3線のホームを有する地上駅。本屋側から単式ホーム（1番線）、島式ホーム（2・3番線）となっている。また、3番線の隣にはホームの無い着発線も並行しているが、これは一部列車の留置に使用される他、後述する総合車両製作所専用鉄道を介して甲種車両輸送をする際に使用される。また、横須賀線の運行管理を行う逗子CTCセンターが当駅に併設されていたが、2009年11月1日のATOS導入に伴い11月15日限りで業務を終了した。
2007年8月4日には東逗子寄りにエスカレーターとエレベーターを完備した新橋上通路が開通し、西口も少し南へ移転し、鎌倉寄りの橋上通路も乗換通路に転用された。西口改札にはお客さまサポートコールシステムが導入されており、改札係員は終日不在となっている。自動券売機・多機能券売機・指定席券売機・話せる指定席券売機・自動改札機・自動精算機が設置されている。また、駅構内（改札外）にNewDaysと横浜銀行逗子支店逗子駅前出張所（店舗外キャッシュサービスコーナー）がある。
横浜統括センターの直営駅である。みどりの窓口の廃止後は、それまでマルス端末で発券していた定期入場券が券売機での発券に対応できないことから、改札口での手書きの常備券で発券となったため、有人改札の利用が必要となった。

### のりば
| 番線 | 路線                   | 方向 | 行先                 |
| ---- | ---------------------- | ---- | -------------------- |
| 1    | 横須賀・総武線（快速） | 上り | 横浜・東京・千葉方面 |
| 1    | 湘南新宿ライン         | 北行 | 渋谷・新宿・大宮方面 |
| 2・3 | 横須賀線               | 下り | 横須賀・久里浜方面   |
| 2・3 | 横須賀・総武線（快速） | 上り | 横浜・東京・千葉方面 |
| 2・3 | 湘南新宿ライン         | 北行 | 渋谷・新宿・大宮方面 |

（出典：JR東日本:駅構内図）
- 横須賀方面から直通する横浜方面行き列車は原則として1番線を使用する。
- 東逗子 - 久里浜間の各駅はホーム有効長が11両分（田浦駅では10両分に満たない）しか無いため、15両編成列車は当駅で連結・切り離し作業を行う。このため、横須賀方に切り離した付属編成（4両）を留置するための留置線群がある。
- 連結・切り離し作業をする列車は、当駅で5 - 10分程度停車するダイヤとなっている。ただし、連結・切り離し作業をしない列車でも、時間調整のため数分間停車する場合がある。
- 当駅での連結・切り離し作業は基本的に前の付属編成を留置線に回送し基本編成が久里浜方面へ乗入れるが、2012年3月ダイヤ改正までは付属編成が切り離し後にそのまま久里浜方面の普通電車として運行し後11両が折返し普通列車や回送列車となる運用が存在した。
- 2014年3月15日ダイヤ改正から2017年1月まで、横浜・大船発着の成田エクスプレスの一部列車が繁忙期休日の日中を中心に横須賀駅までの延長運転を行っており、その列車の停車駅となった。
- 管理駅として東逗子駅 - 久里浜駅間を管理下に置く。

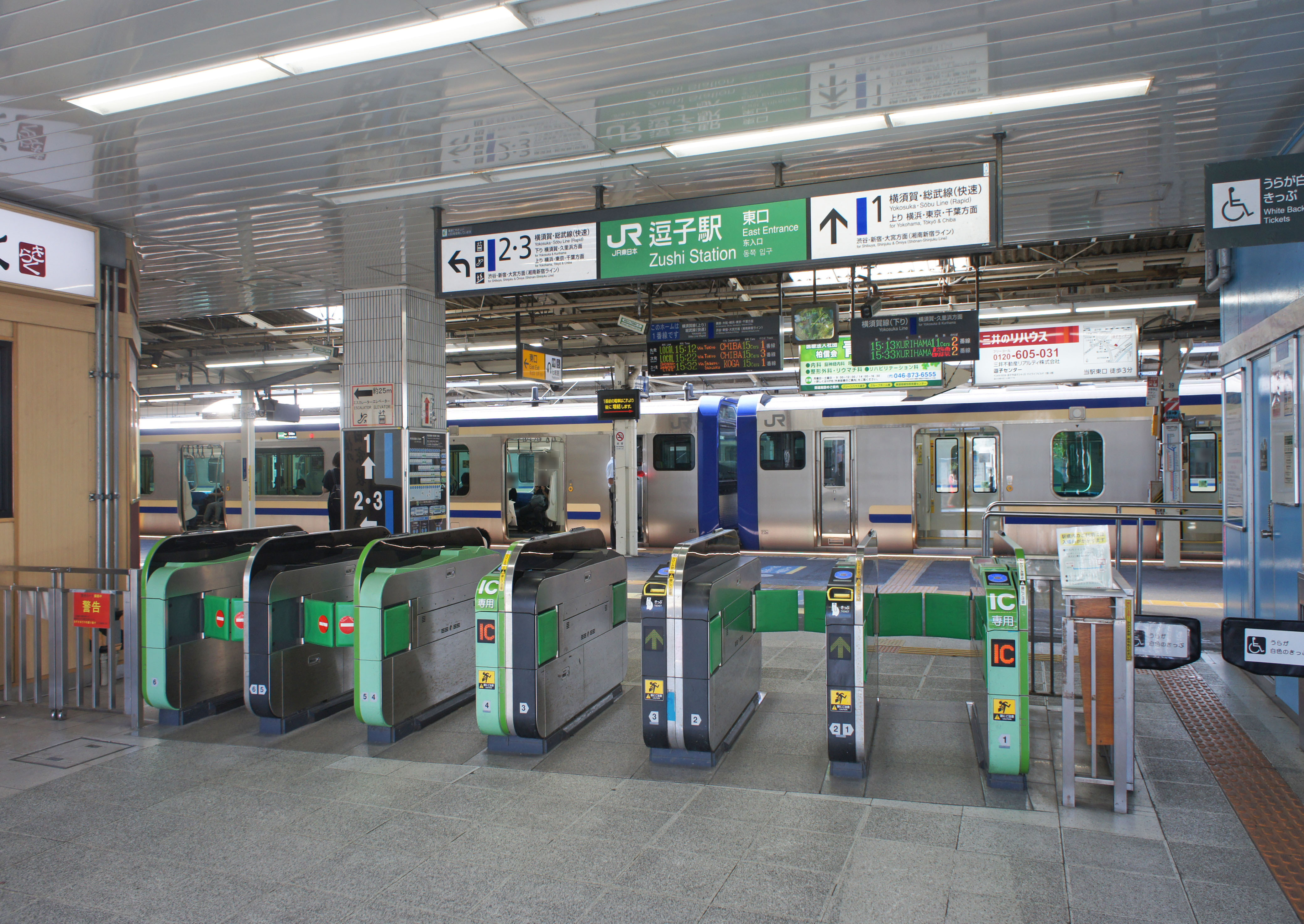
東口改札（2022年6月）
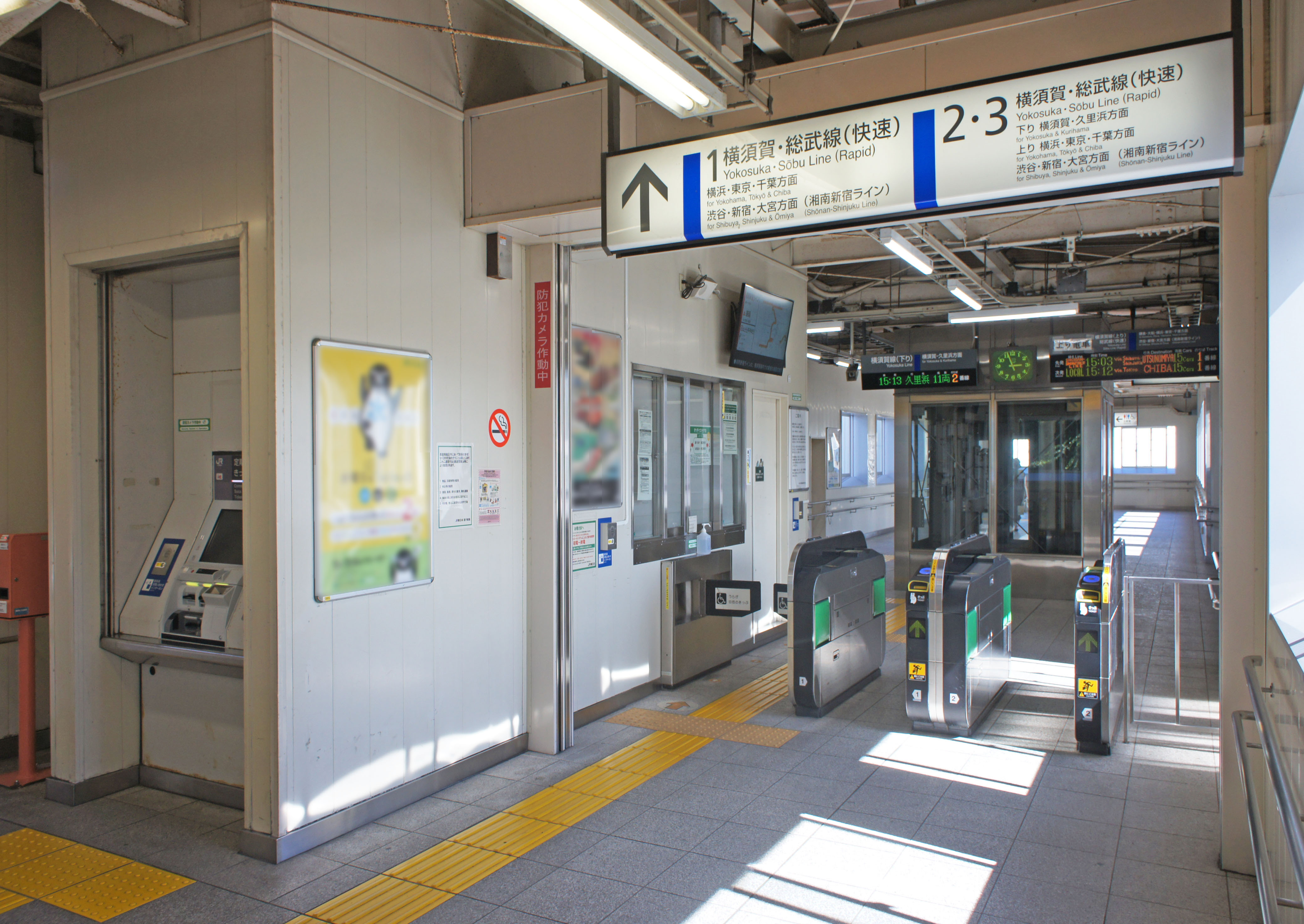
西口改札（2022年6月）
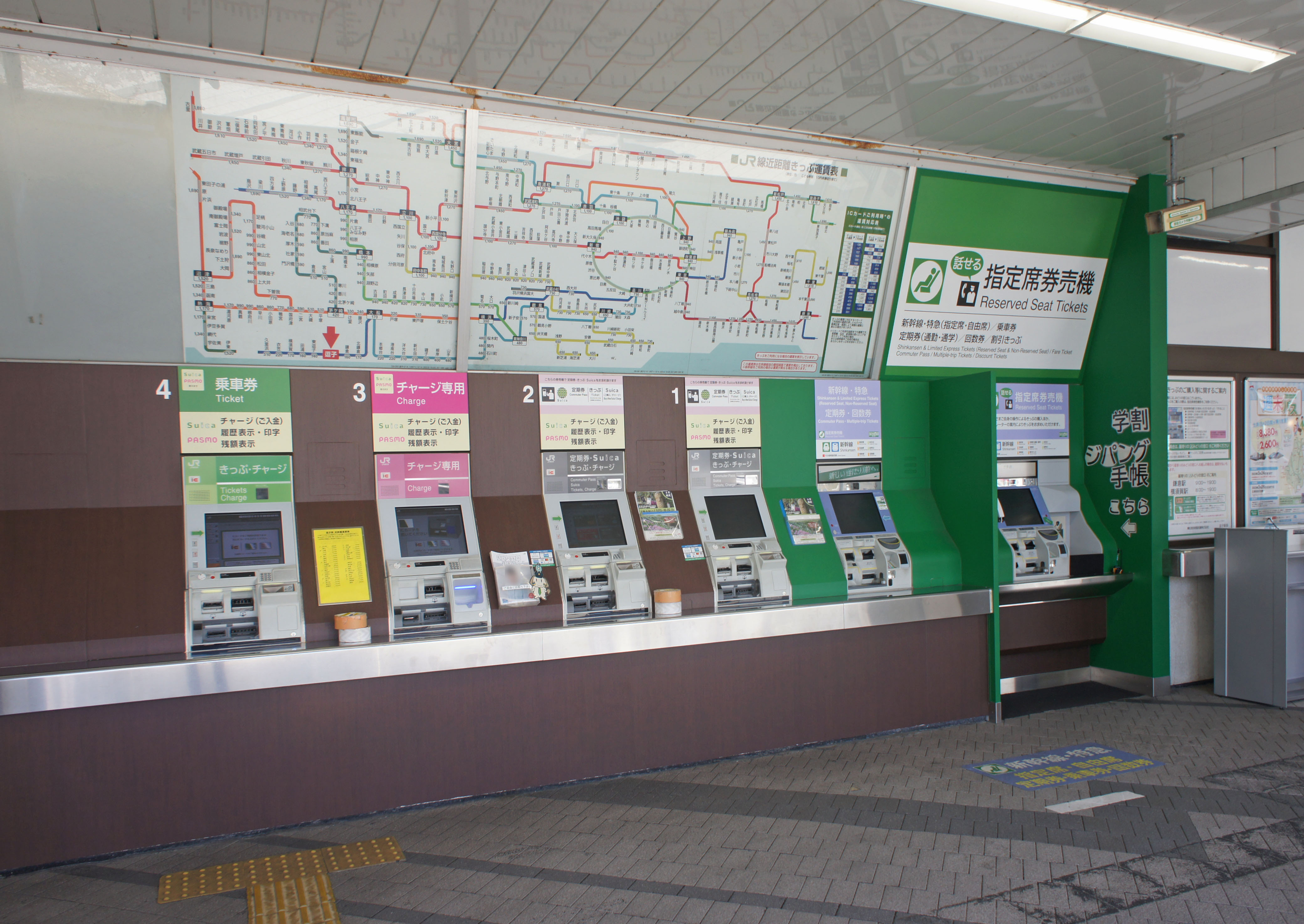
自動券売機（2022年6月）
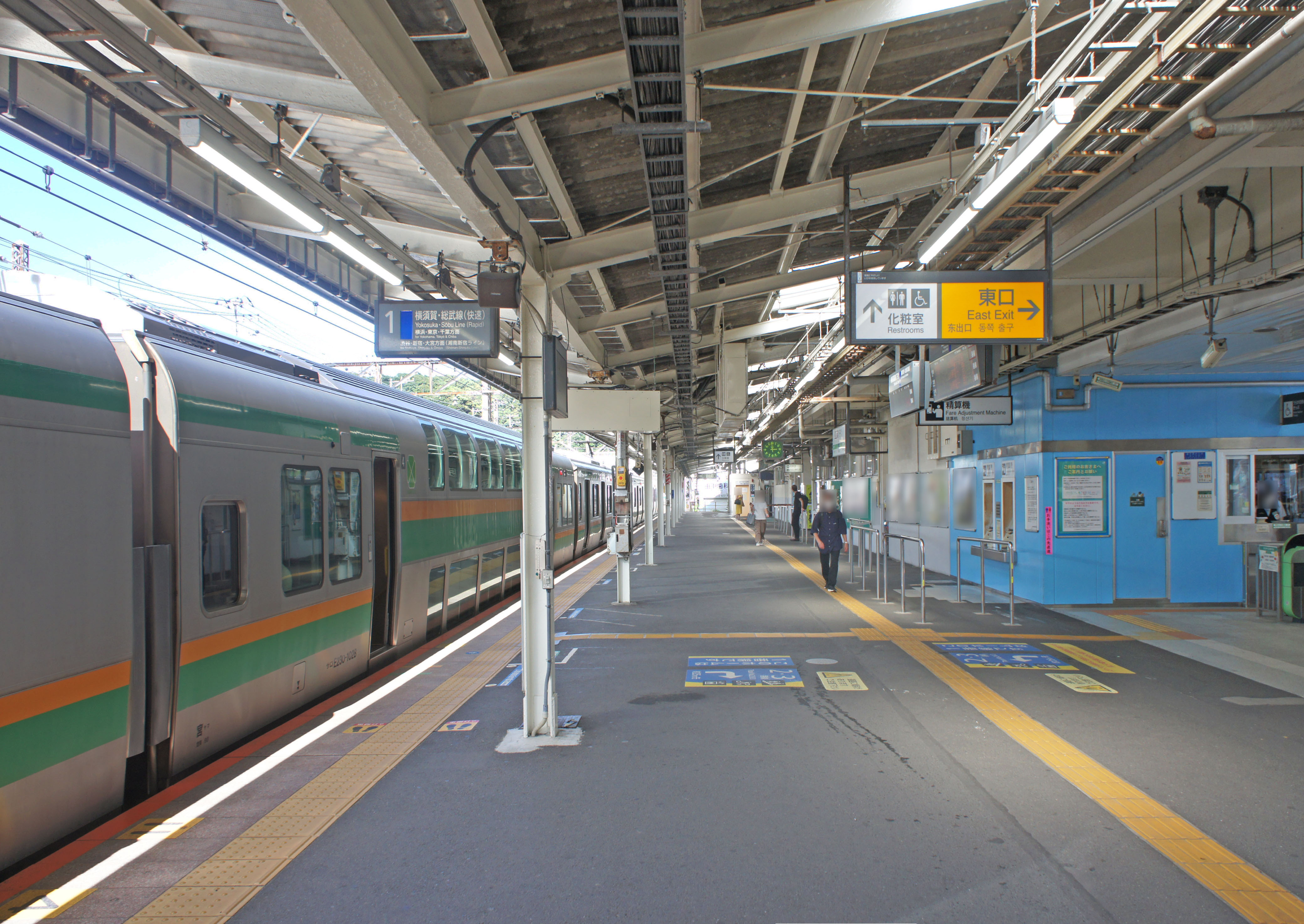
1番線ホーム（2022年6月）
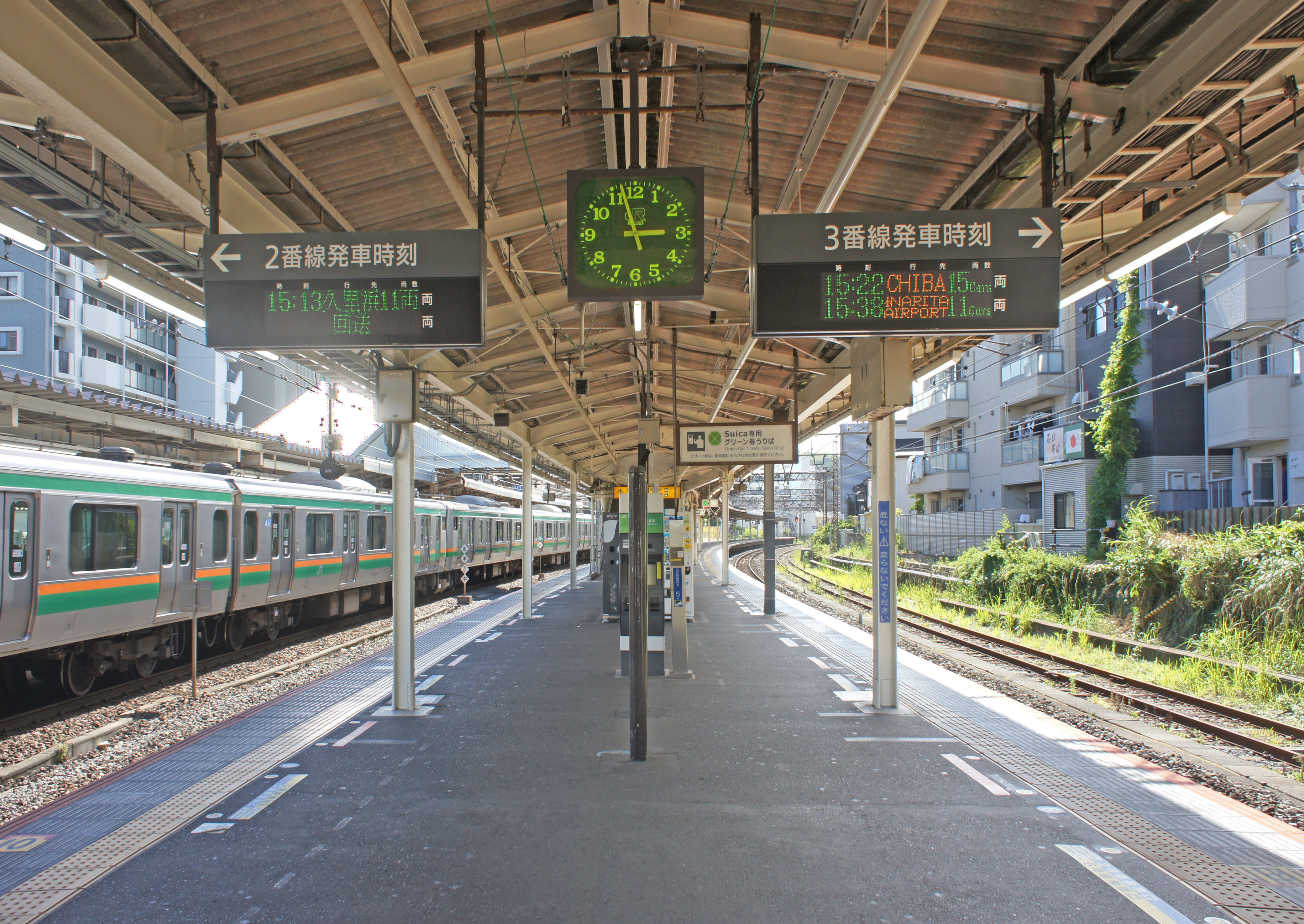
2・3番線ホーム（2022年6月）
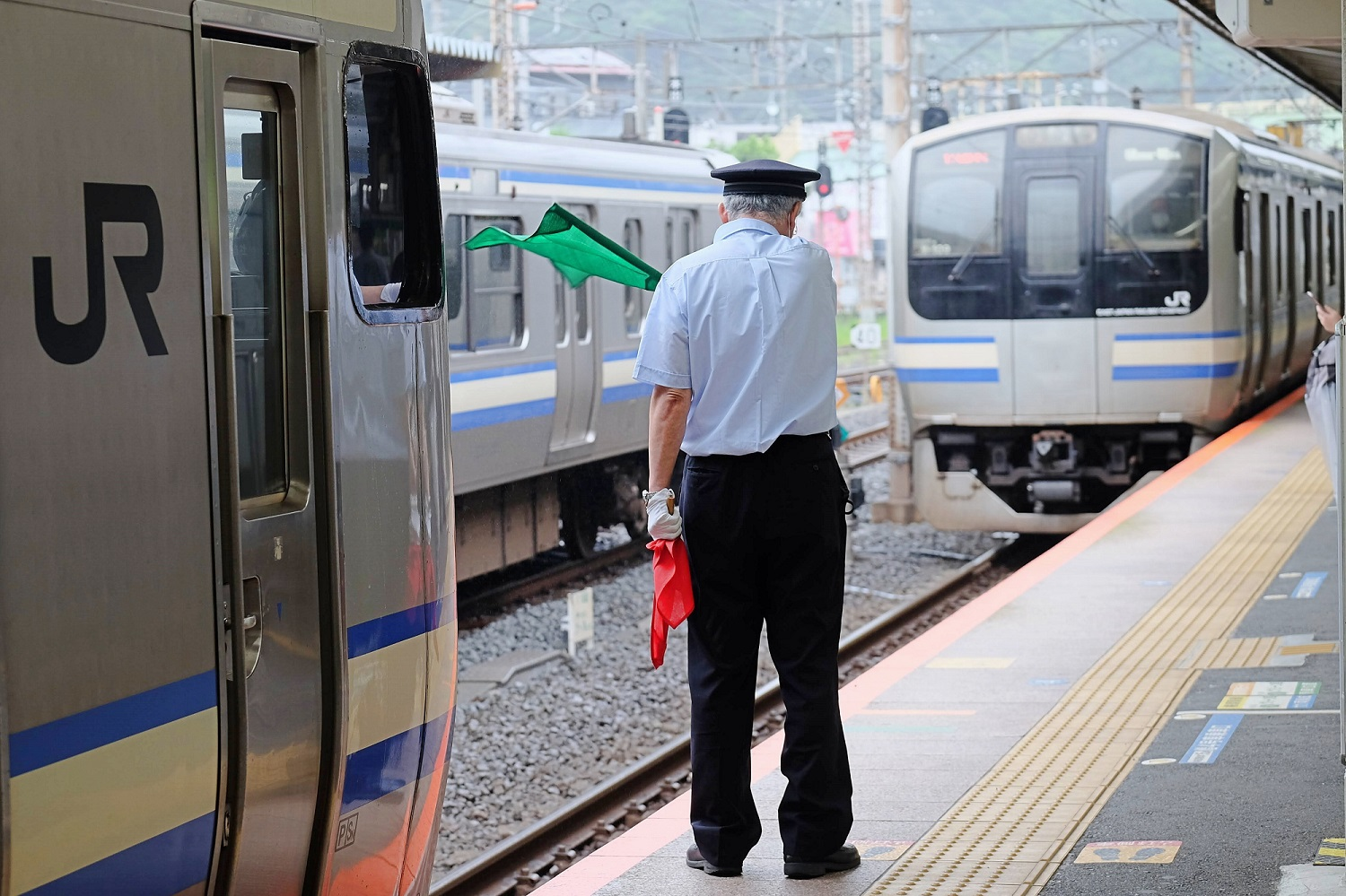
逗子駅で行われる連結・切り離し作業（2020年7月）
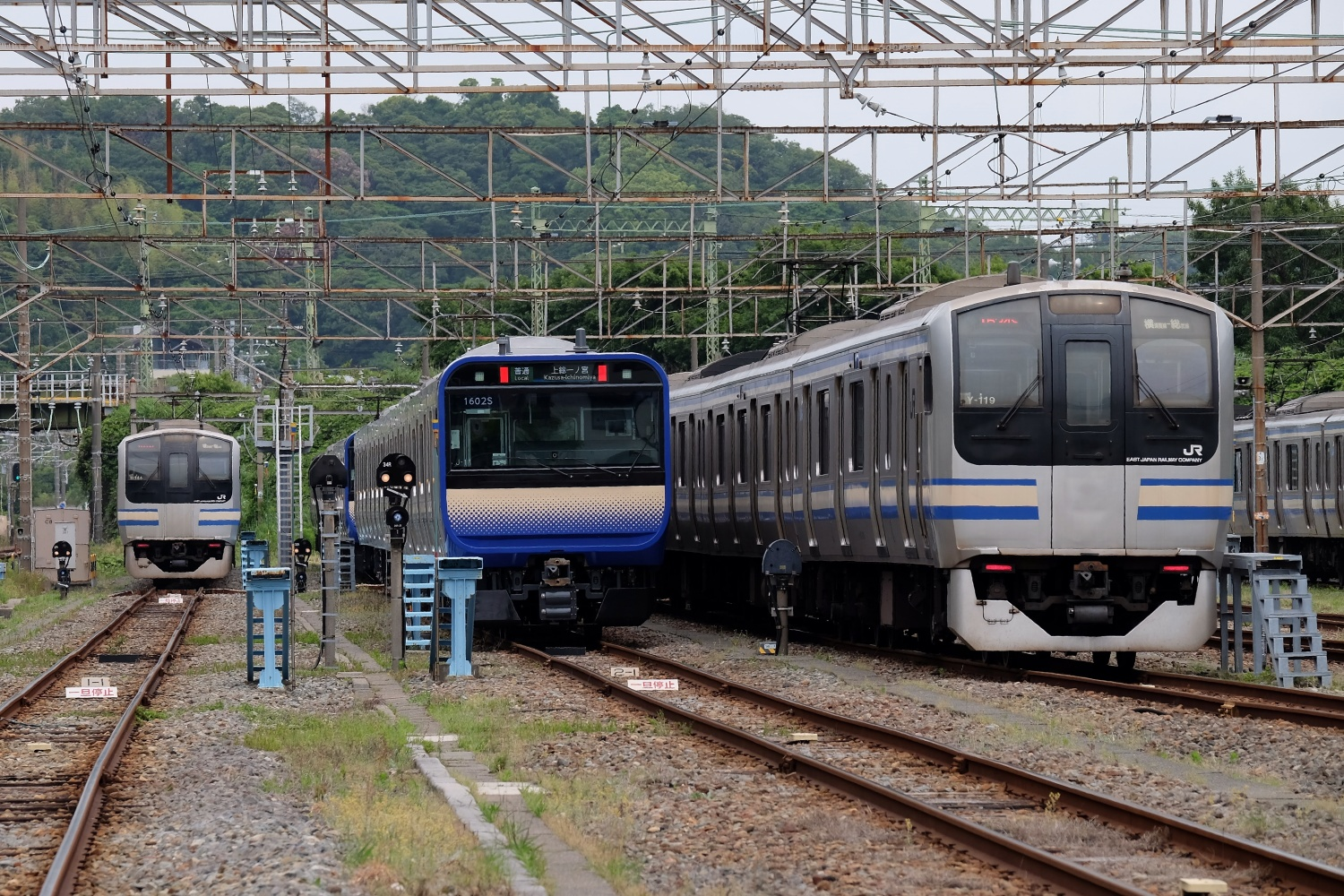
逗子駅から東逗子駅の間にある留置線群（2021年5月）

### 駅弁
主な駅弁は下記の通り。
- 伝承鰺の押寿し
- 鰺の押寿し
- やまゆり牛しぐれ煮弁当
- しらす弁当
- 大船軒ハムサンドウィッチ

### 旧跨線橋柱の保存展示

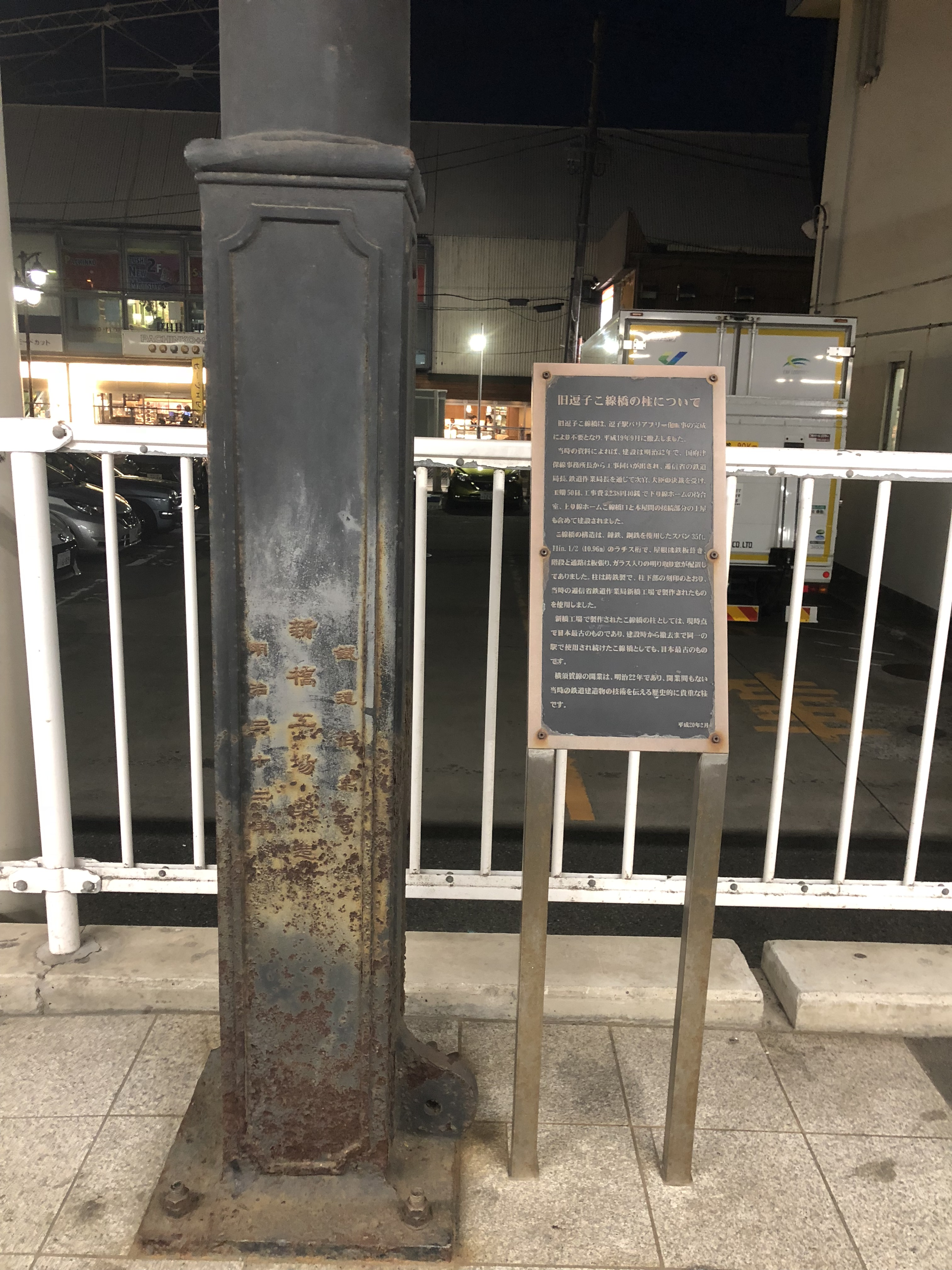
1番線ホームに保存されている旧逗子駅こ線橋の柱（1899年(明治32年)の開通時から2007年(平成19年)まで使用された）

JR東日本横浜支社では、1889年6月16日の開業時から使用されて来た旧跨線橋の支柱の一部を上りホームの新跨線橋下付近に移築した上で2008年2月18日から保存展示公開を開始した。展示場所は上りホーム新設跨線橋下で、鋳鉄製橋脚1本を据え付け、説明板を設置している。当駅の跨線橋の設置時期ははっきりしないが、明治30年代には使用開始したと見られ、改修・拡幅されて2007年9月まで使用されていた。鋳鉄製の支柱下部には製造場所を示す「新橋」、「明治」「鐵道」などと文字が刻印されている。ホームを嵩上げ工事した際に刻印の下部が埋まり、全ての文字は確認出来なかったが、その後の調査で「鐵道作業局」「新橋工場製造」「明治三十二年」の陽刻が確認された。公文書などから1899年に建設された可能性がある。横浜支社によれば、現存する跨線橋柱としては、西日本旅客鉄道（JR西日本）の大田市駅（山陰本線、1890年、供用中）・高田駅（和歌山線・桜井線、1891年、ホームに柱1本を保存）に次いで3番目に古いという。この2駅の跨線橋柱は鉄道作業局神戸工場製で、新橋工場製としては当駅のが最古である。大田市と高田の2駅の跨線橋柱は他駅から転用したもので、建設時の駅で使用され続けた鋳鉄柱としては国内最古と考えられる。なお、この展示物はJR東日本の車両基地一般公開にも展示される場合がある。

### 総合車両製作所横浜事業所専用鉄道（池子線）
当駅から京浜急行電鉄金沢八景駅付近にある総合車両製作所横浜事業所（旧・東急車輛製造横浜製作所）へ続く全長6.4kmの専用鉄道がある。当駅を分岐後、横須賀線に並走し東進し、京急逗子線との交差点付近で方向を変え北上、神武寺駅の六浦寄りで同線に合流している。ここから先は1435mm（標準軌）と1067mm（狭軌）の三線軌条で金沢八景駅まで続いている。この専用線は横浜事業所で製造された車両を搬出するために使用される他、京浜急行電鉄やその乗入先である東京都交通局（都営地下鉄浅草線）、京成電鉄、北総鉄道向けの甲種車両輸送で使用される。
輸送される際は、神武寺駅まで総合車両製作所が所有する蓄電池機関車「ECOMO」（2023年導入・北陸重機工業製）が牽引し、それより先はJR貨物新鶴見機関区川崎派出所属のDE10またはDE11・DD200が当駅または新鶴見信号場まで牽引する。ECOMOが導入される前はデハ7252+デハ7254（前上田電鉄別所線7200系電車、元東急7200系電車）と、元神奈川臨海鉄道DD5515ディーゼル機関車が使用されていた。
なお、神武寺駅から先の京急逗子線との共用区間については、昼間時の同線の列車運行を妨げないよう、甲種輸送の際は終電後の深夜に行われる。
1991年にはこちらで団体専用列車が運転されたことがある。
この回送線は元々、総合車両製作所横浜事業所の地にかつて存在した第一海軍技術廠支廠（海軍航空技術廠支廠）、及び海軍池子弾薬庫（現在：米軍池子住宅地区及び海軍補助施設）への引込線として作られた軍用路線で、池子弾薬庫が米軍に接収されて以降、逗子駅側分岐から京急逗子線に合流する神武寺駅までの区間は、神奈川県の資料によれば米軍施設の一部となっている。逗子側起点には「米軍池子線」の表示がある。

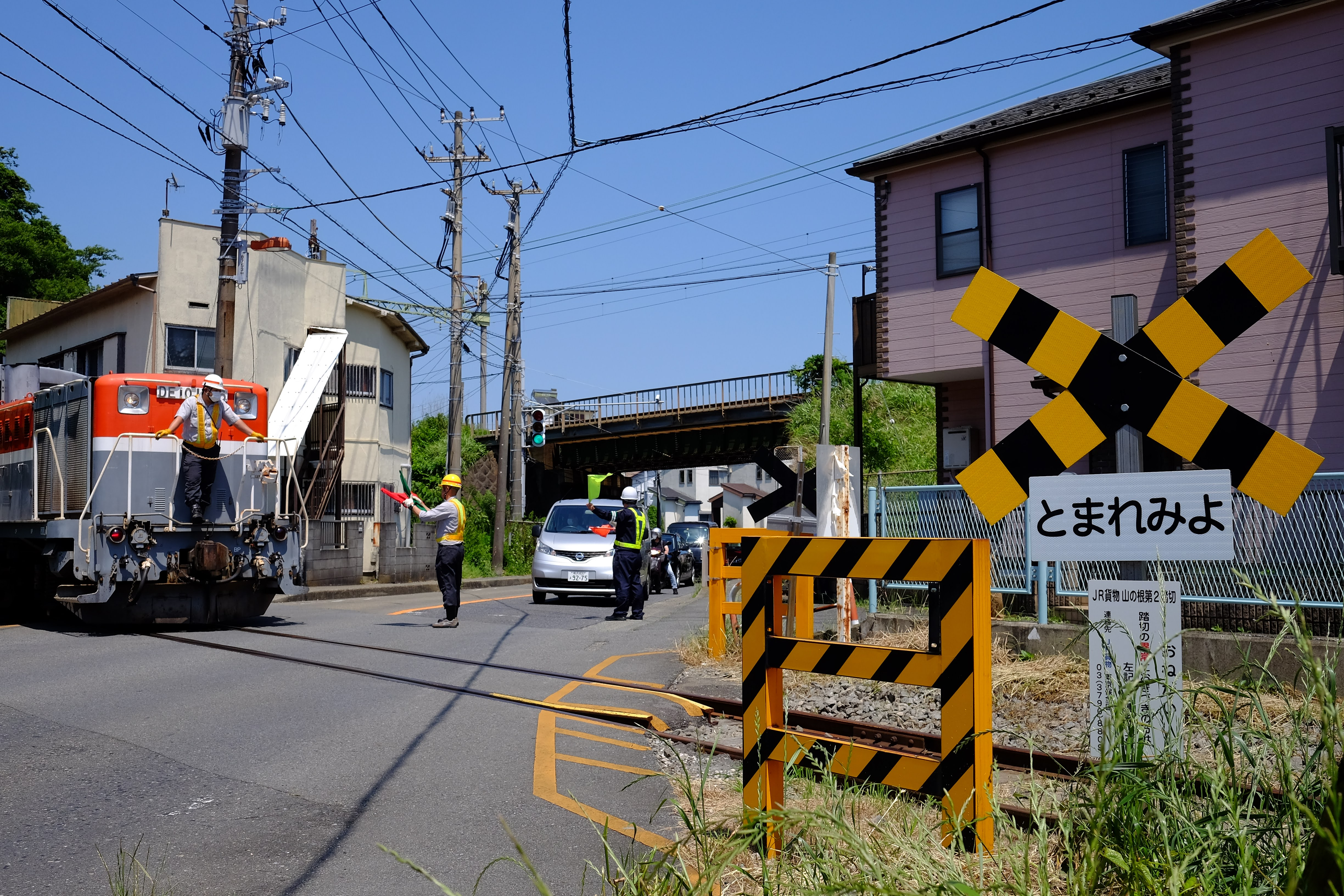
甲種輸送専用線（池子線）（2021年5月）
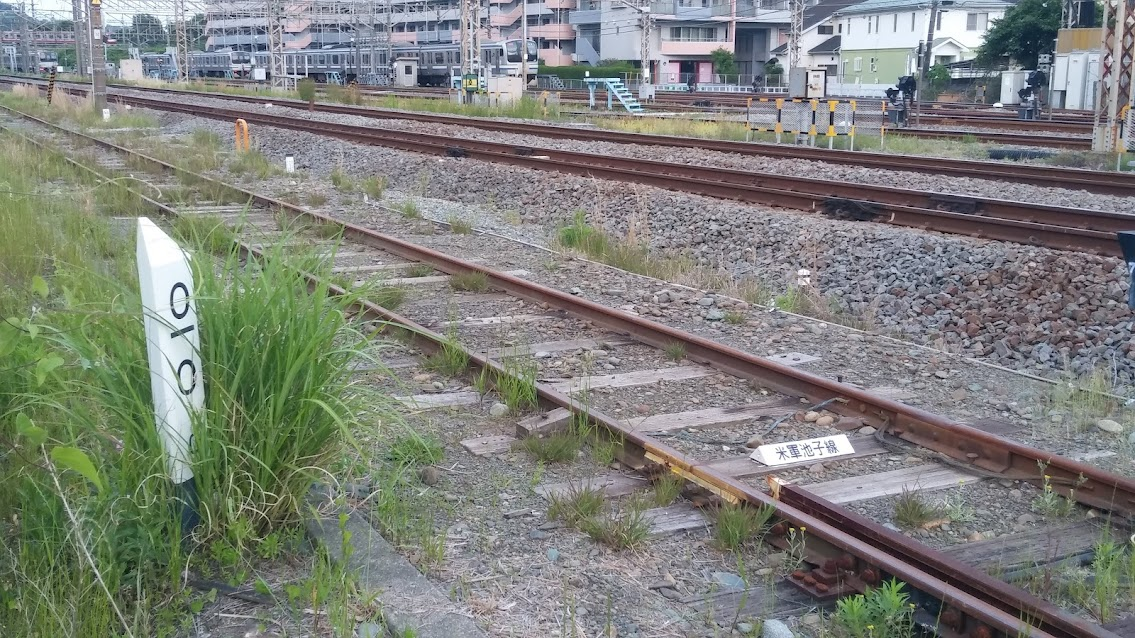
総合車両製作所横浜事業所回送線（池子線）・逗子側起点（2022年5月）

## 利用状況

### JR東日本
2023年度（令和5年度）の1日平均乗車人員は25,184人である。
1995年度（平成7年度）以降の1日平均乗車人員の推移は下表の通り。
| 年度               | 1日平均 乗車人員 | 出典     |
| ------------------ | ---------------- | -------- |
| 1995年（平成07年） | 28,155           | [ * 1 ]  |
| 1999年（平成11年） | 27,246           | [ * 2 ]  |
| 2000年（平成12年） | 26,767           | [ * 2 ]  |
| 2001年（平成13年） | 26,609           | [ * 3 ]  |
| 2002年（平成14年） | 26,356           | [ * 4 ]  |
| 2003年（平成15年） | 26,391           | [ * 5 ]  |
| 2004年（平成16年） | 26,454           | [ * 6 ]  |
| 2005年（平成17年） | 26,946           | [ * 7 ]  |
| 2006年（平成18年） | 27,479           | [ * 8 ]  |
| 2007年（平成19年） | 28,201           | [ * 9 ]  |
| 2008年（平成20年） | 28,513           | [ * 10 ] |
| 2009年（平成21年） | 28,541           | [ * 11 ] |
| 2010年（平成22年） | 28,708           | [ * 12 ] |
| 2011年（平成23年） | 28,642           | [ * 13 ] |
| 2012年（平成24年） | 29,084           | [ * 14 ] |
| 2013年（平成25年） | 29,424           | [ * 15 ] |
| 2014年（平成26年） | 28,596           | [ * 16 ] |
| 2015年（平成27年） | 29,146           | [ * 17 ] |
| 2016年（平成28年） | 29,273           | [ * 18 ] |
| 2017年（平成29年） | 29,282           | [ * 19 ] |
| 2018年（平成30年） | 29,266           |          |
| 2019年（令和元年） | 28,798           |          |
| 2020年（令和02年） | 20,786           |          |
| 2021年（令和03年） | 22,287           |          |
| 2022年（令和04年） | 24,071           |          |
| 2023年（令和05年） | 25,184           |          |

### JR貨物
1999年度（平成11年度）以降の年間発着トン数は下表の通り。
| 年度   | 発送トン数 | 到着トン数 | 出典   |
| ------ | ---------- | ---------- | ------ |
| 1999年 | 9,600      | 1,600      | [ 15 ] |
| 2000年 | 2,800      | 400        | [ 16 ] |
| 2001年 | 4,400      | 800        | [ 17 ] |
| 2002年 | 8,400      | 2,800      | [ 18 ] |
| 2003年 | 6,400      | 2,800      | [ 19 ] |
| 2004年 | 8,000      | 1,600      | [ 20 ] |
| 2005年 | 6,000      | 4,000      | [ 21 ] |
| 2006年 | 10,400     | 2,400      | [ 22 ] |
| 2007年 | 14,000     | 2,400      | [ 23 ] |
| 2008年 | 8,800      | 3,600      | [ 24 ] |
| 2009年 | 5,200      | 3,600      | [ 25 ] |
| 2010年 | 10,000     | 6,800      | [ 26 ] |
| 2011年 | 10,000     | 4,400      | [ 27 ] |
| 2012年 | 8,400      | 5,600      | [ 28 ] |
| 2013年 | 2,800      | 2,400      | [ 29 ] |
| 2014年 | 1,600      | 2,800      | [ 30 ] |
| 2015年 | 1,600      | 1,600      | [ 31 ] |
| 2016年 | 2,800      | 2,800      | [ 32 ] |
| 2017年 | 2,800      | 2,000      | [ 33 ] |
| 2018年 | 2,400      | 3,600      | [ 34 ] |

## 駅周辺
東口の逗子警察署逗子駅前交番は、かつて改札に向かって左側に独立した建物として存在していたが、駅前の再開発・建物の老朽化等を理由に、2022年9月26日に京急線逗子・葉山駅近くにある新逗子駅前交番と統合し閉鎖され、交番建物は取り壊された。その後、2023年12月15日に、JR逗子駅東口改札に向かって右側の駅舎内に場所を移し、新たに逗子駅前交番を開設。替わって新逗子駅前交番は閉鎖された。
かつては、当駅から東逗子駅方約300メートルの位置に、踏切警報機及び遮断機の無い歩行者専用の第四種踏切（山の根踏切）があったが、2021年8月20日に廃止された。
- 逗子・葉山駅（京浜急行電鉄逗子線） - 北口まで徒歩約5分、300m程。定期券に限り連絡運輸扱いがある[2]。
- 逗子市役所[38]
- 逗子市民体育館
- 逗子市立図書館
- 逗子銀座商店街
- 逗子郵便局
- 亀岡八幡宮
- 京浜急行バス逗子営業所
- オーケー 逗子店
- スーパースズキヤ
- 聖和学院中学校・高等学校
- 逗子開成中学校・高等学校
- 逗子海水浴場 - 徒歩15分[39]
- みずほ銀行（旧・第一勧業銀行）逗子支店
- 横浜銀行 逗子支店
- 三菱UFJ銀行（旧・三菱銀行）鎌倉支店逗子出張所（有人店舗）
- 三井住友銀行（旧・三井銀行） 逗子支店

### 駐輪場
西口に125cc以上の大型バイクにも対応するJR逗子駅西駐輪場と、125ccまでのバイクまで対応するJR逗子駅東駐輪場がある。

## バス路線
東口バスターミナルに設置されている「逗子駅」が最寄りバス停である。全路線京浜急行バスによる運行。発着する路線の詳細は、京浜急行バス逗子営業所・京浜急行バス鎌倉営業所・京浜急行バス衣笠営業所を参照。
| のりば | 運行事業者   | 系統・行先 |
| ------ | ------------ | --- |
| 1      | 京浜急行バス | - 逗1：葉山町福祉文化会館 - 逗10：元町循環 - 逗15・逗25：衣笠駅 - 逗16・逗26：湘南国際村センター - 逗28：南郷中学校                            |
| 2      | 京浜急行バス | - 逗2：葉山 - 逗4：大楠芦名口 - 逗5：横須賀市民病院 - 逗6：長井 - 逗7・逗71：佐島マリーナ入口 - 逗8：電力中央研究所 - 逗72：湘南佐島なぎさの丘 |
| 3      | 京浜急行バス | - 逗11：葉山町福祉文化会館 - 逗12：葉山 - 逗30・逗31・逗32：アザリエ循環                                                                       |
| 4      | 京浜急行バス | - 逗17：葉桜 - 逗18：イトーピア中央公園 |
| 5      | 京浜急行バス | - 逗19：グリーンヒル - 逗20・逗21：田浦駅 |
| 6      | 京浜急行バス | - 逗22：ハイランド循環 - 逗29：亀が岡団地循環                                                                                                  |
| 7      | 京浜急行バス | 鎌30・鎌40：鎌倉駅 |

## 隣の駅
東日本旅客鉄道（JR東日本）
 横須賀線
鎌倉駅 (JO 07) - 逗子駅 (JO 06) - 東逗子駅 (JO 05)
 湘南新宿ライン
鎌倉駅 (JS 07) - 逗子駅 (JS 06)

### 記事本文